# Jiří Ječný
Jiří Ječný (21 febbraio 1929 – 11 dicembre 2014) è stato un calciatore cecoslovacco, di ruolo difensore.

## Carriera

### Club
Ha sempre giocato nel campionato cecoslovacco.

### Nazionale
Ha collezionato 2 presenze in Nazionale.